# Koolmorf Widesen
Koolmorf Widesen, pseudonimo di Leonardo Barbadoro (Firenze, 9 dicembre 1987), è un musicista italiano.
Il suo stile è influenzato da vari generi di musica elettronica come IDM, Elettroacustica, Acid, Jungle e Breakcore.
Nel 2007 esce la sua prima release omonima ECG, un'etichetta indipendente romana.
Nel 2009 esce Melodies Fork now per l'etichetta genovese EVES.
Seguono pubblicazioni su diverse compilation per etichette discografiche internazionali e l'ep "JX-EP" pubblicato nel 2014 per l'etichetta statunitense Wil-ru.

## Discografia

### Album
- Koolmorf Widesen (2007) - ECG
- Melodies Fork Now (2009) - EVES

### EP e promo
- Melodies Fork Now promo (2008) Autoproduzione
- "Stun-e day" - (TRK06) - Rubber Beats Vol.1- ARTCD - Compilation pubblicata da Caouthcou Records
- JX-EP (wil-ru50) - Wil-ru Records 2014